# 扁桃
扁桃是蔷薇科李屬的一个种，原产于波斯，唐朝的《酉阳杂俎》、《岭表录异》对“偏桃木”有所记载。其果核内的种子是常见的零嘴，粵語地區及台灣一般稱“杏仁”，但其實是扁桃仁。

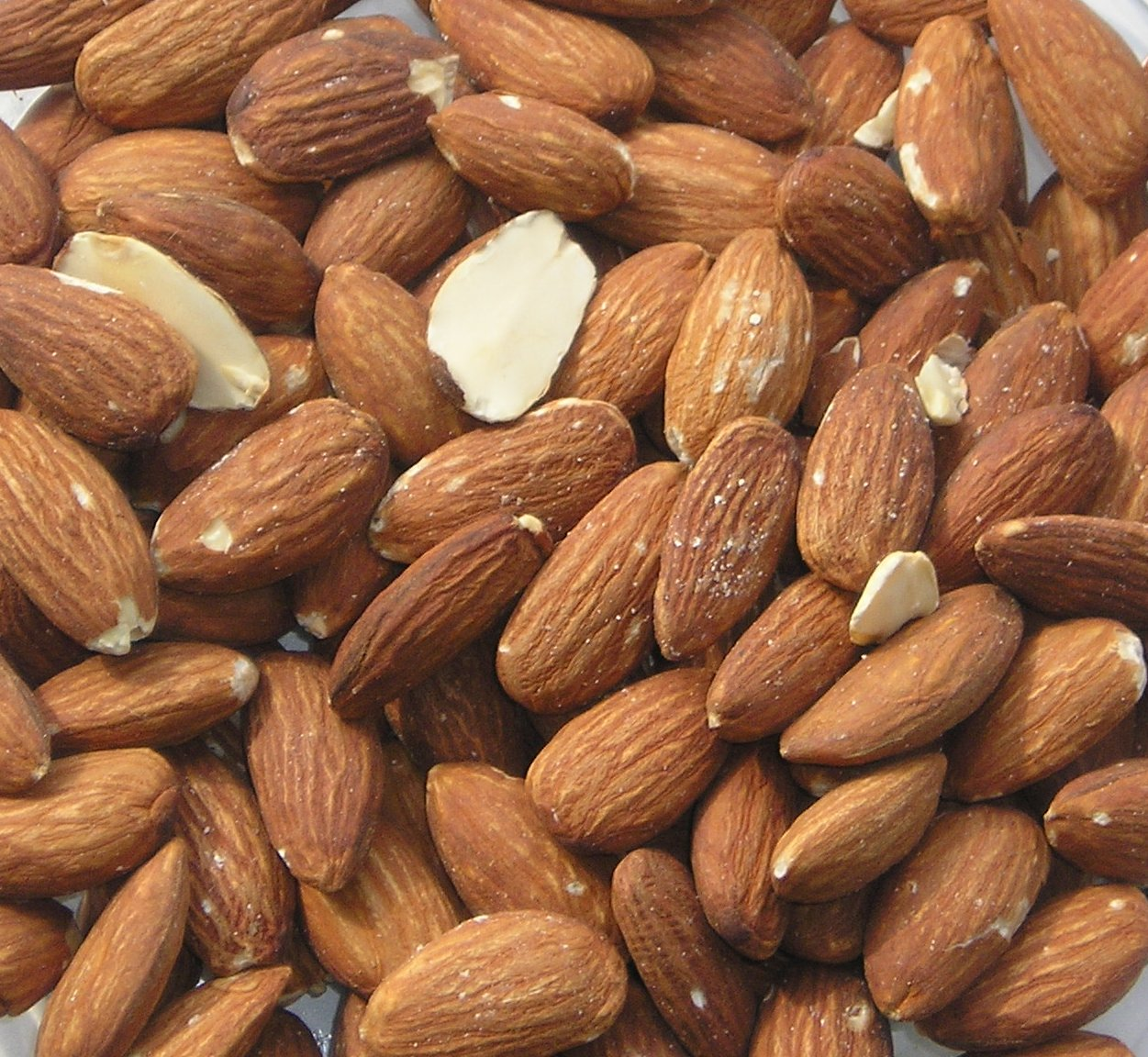
作為零食的扁桃仁

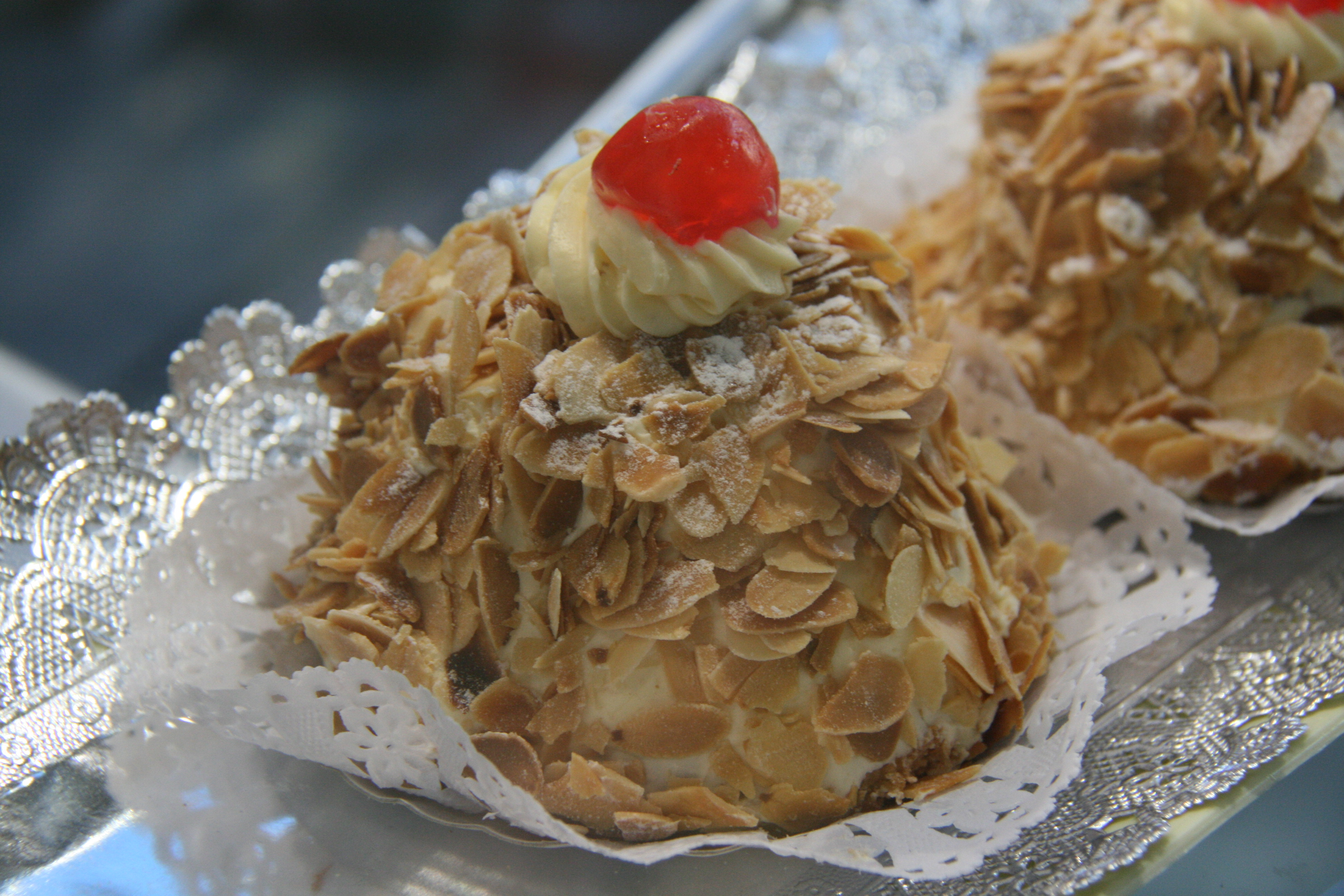
蛋糕上的切片扁桃仁

## 名称
扁桃又稱偏桃，也音译波斯語بادام（badam）稱之為巴丹杏、巴旦杏、巴旦木、巴欖子、八擔杏 ，或从英语音译为阿蒙杏，也称西杏、京杏。

### 学名
本种最初的学名由卡尔·林奈在1753年所发表，但归类为独立的“扁桃属”而不是李属，直到1801年才由奥古斯特·巴奇首次将其归类为李属，但此时早在1778年已被威廉·哈德森用来给桃子名命并成为其异名，因此巴奇就重新将林奈的属名改为种小名替代，定为现用的学名。
另有菲利普·米勒于1768年发表的为第二早的异名，在1967年由戴维·阿拉迪斯·韦伯修正为并声明将其作为前者的替代学名，一度成为本种常见的异名，但基于后来2012年墨尔本的植物学大会的规定，此做法被视为“冗余名”，因此1801年巴奇基于林奈的名命才是有效学名。

## 毒性
苦扁桃（var. amara）中的氰化物含量比甜扁桃（var. dulci）中的微量含量高出 42 倍。苦扁桃萃取物曾經被用作藥用，但即使是小劑量，也會產生嚴重或致命的影響，尤其是對兒童；食用前必須除去氰化物。據報道，成年人急性經口氰化物致死劑量為0.5-3.5 毫克/公斤（0.2-1.6 毫克/磅）體重（約50 個苦扁桃），因此對於兒童來說，食用5-10 個苦扁桃可能會導致中毒。食用此類扁桃的症狀包括眩暈和其他典型的氰化物中毒症狀。
偶尔有些甜扁桃也有苦味。这类苦味是隐性基因，在培育中很容易筛除。

## 食用
不同於同屬李屬的李子、櫻桃等水果，扁桃主要用作食用的部份是其果核中的種子，即扁桃仁（almond）。扁桃仁是常見的零食，常被误称为杏仁；真正的杏仁是杏及其近缘种的种子，与扁桃仁并不相同（在臺灣，扁桃仁和杏仁都被稱為杏仁）。如今中国大陆市场上的扁桃仁只能标注为“扁桃仁”、“扁桃核”、“巴旦木”不能标注“杏仁”。扁桃分甜苦两类，即甜味扁桃（Prunus dulcis var. dulcis）和苦味扁桃（Prunus dulcis var. amara）。

## 各部圖像

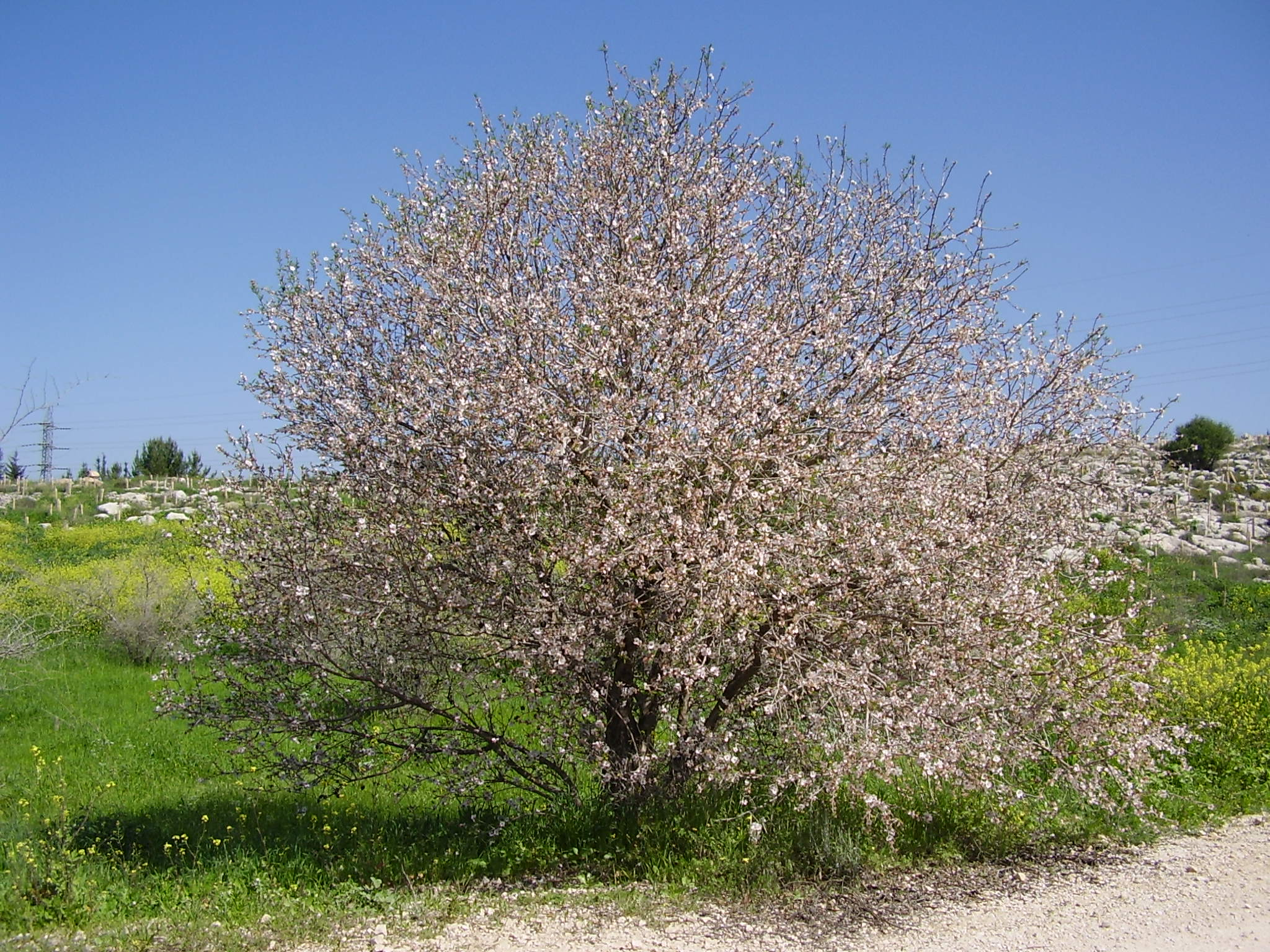
植株
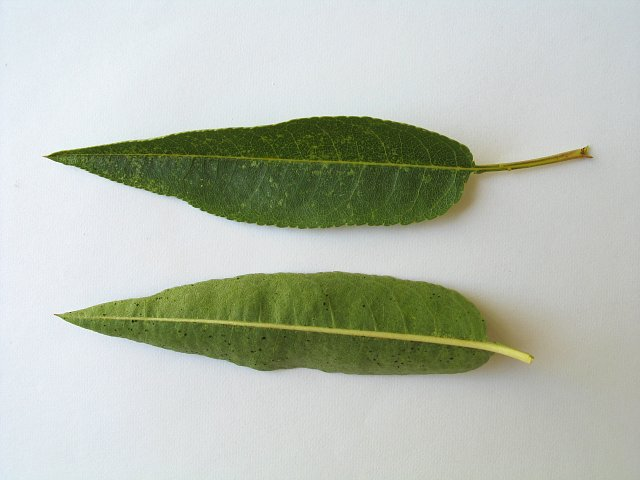
葉
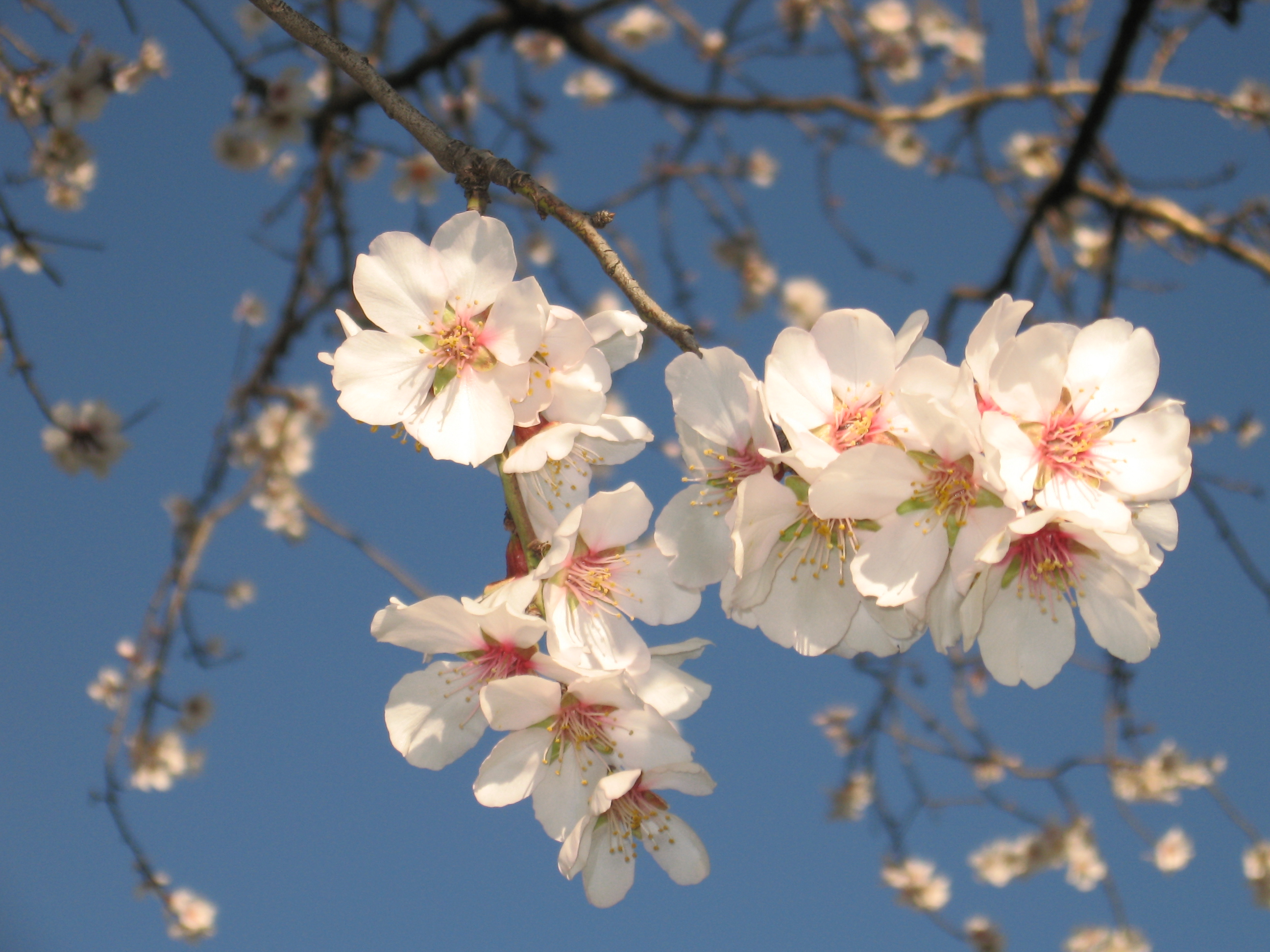
花
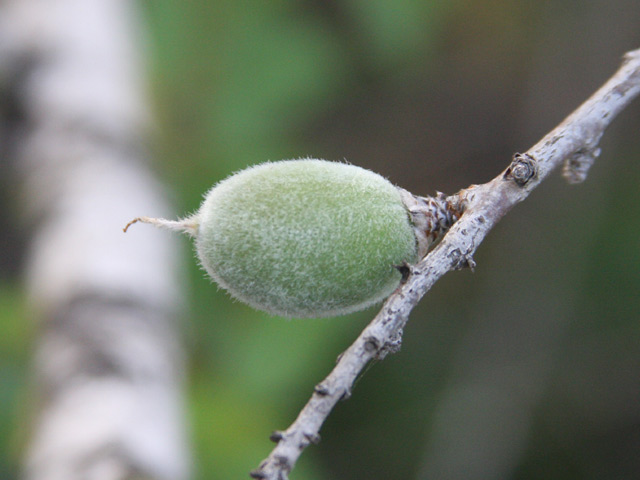
未成熟的果
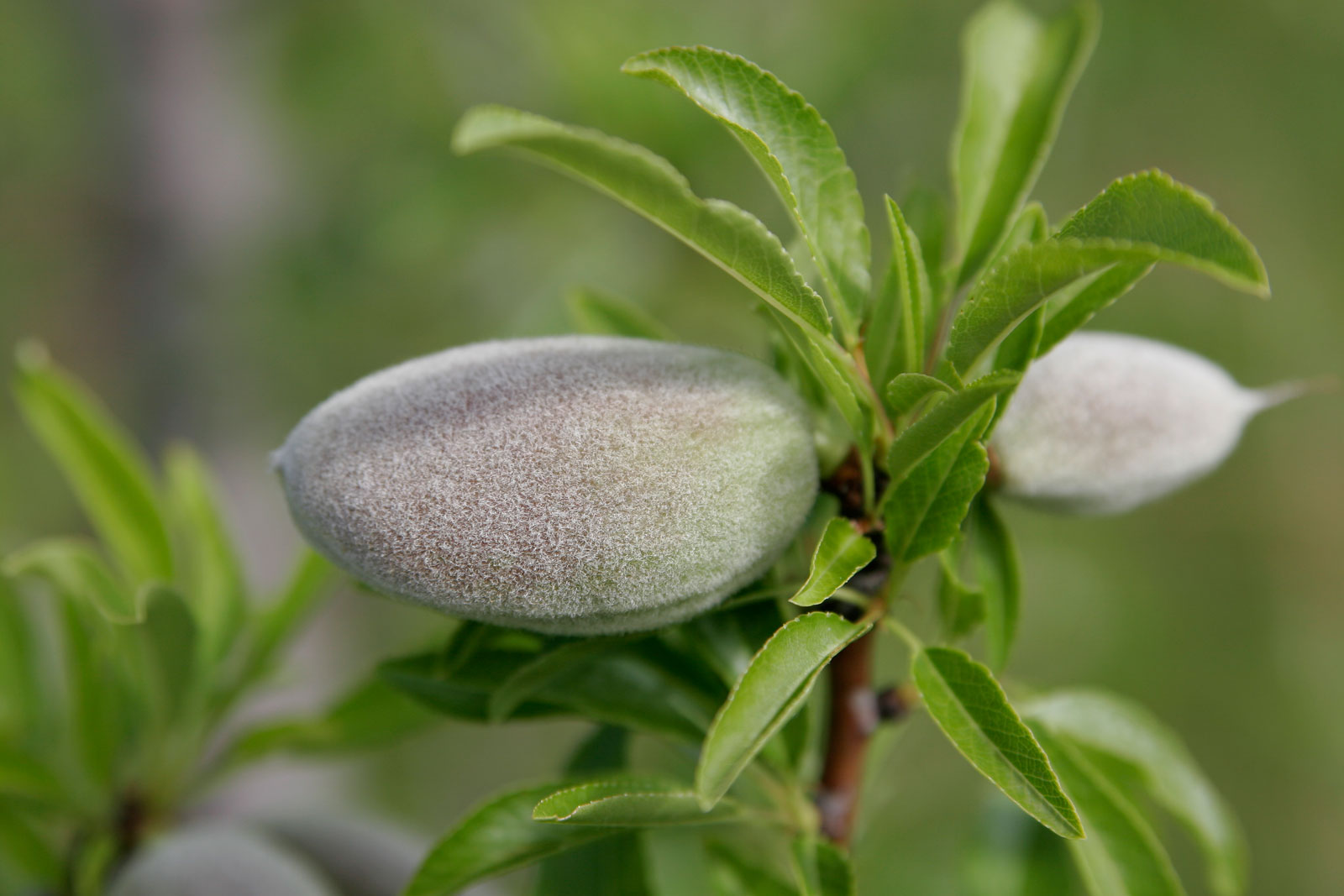
未成熟的果
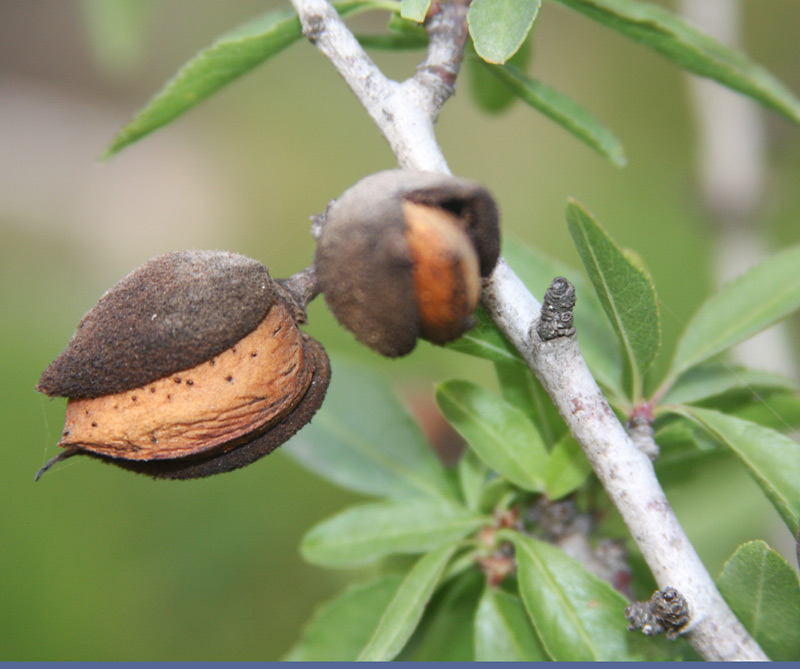
成熟的果
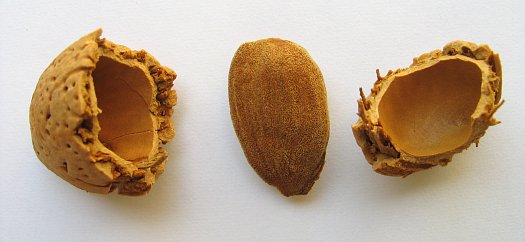
果與籽
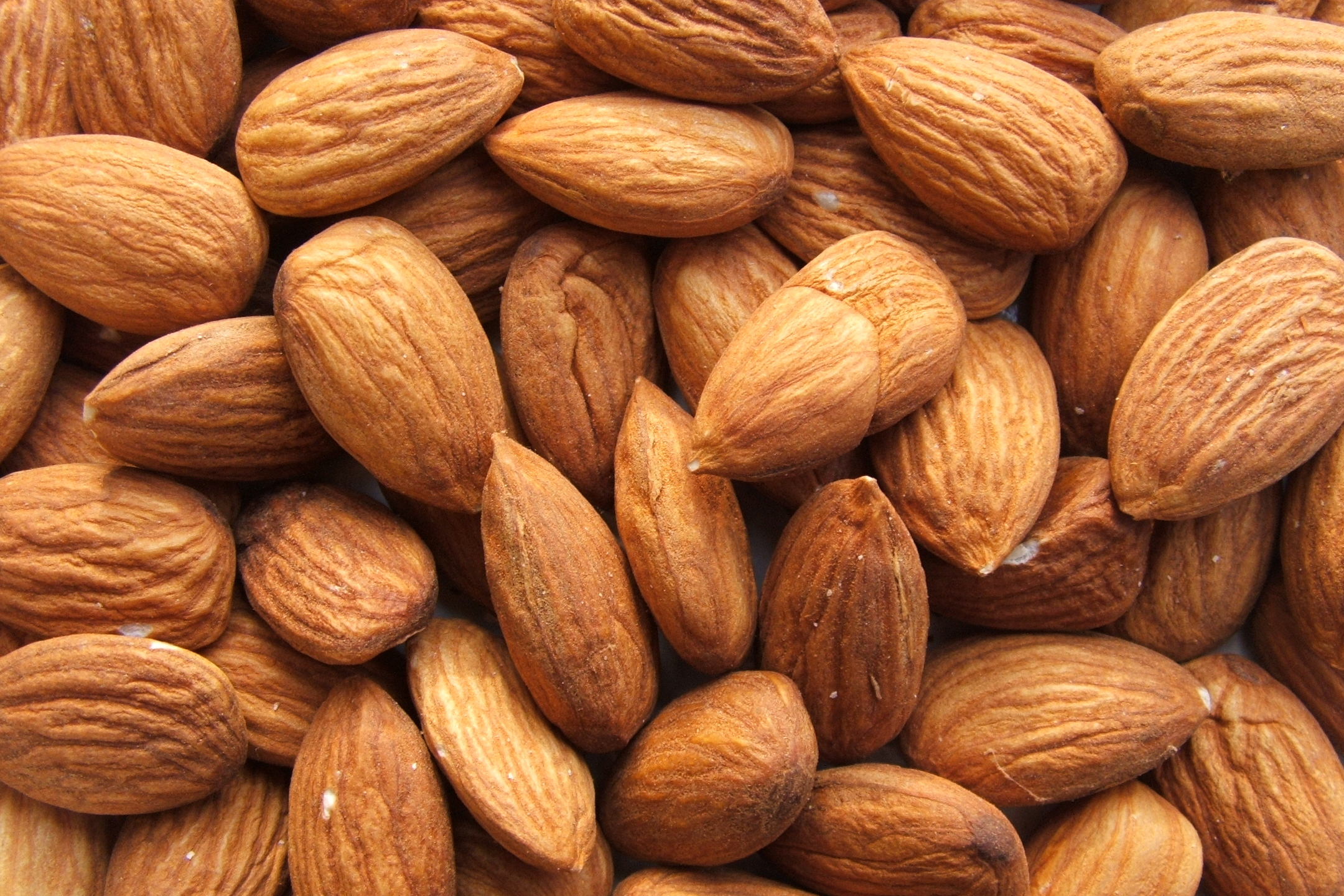
籽